# Manuchar Kvirkvelia
Manuchar Kvirkvelia (in georgiano მანუჩარ კვირკველია?; Ozurgeti, 12 ottobre 1978) è un ex lottatore georgiano, specializzato nella lotta greco-romana.

## Palmarès

### Olimpiadi
- 1 medaglia:
  - 1 oro (Pechino 2008 nei 74 kg)

### Mondiali
- 3 medaglie:
  - 1 oro (Créteil 2003 nei 66 kg)
  - 2 bronzi (Mosca 2002 nei 66 kg; Canton 2006 nei 74 kg)

### Europei
- 3 medaglie:
  - 1 oro (Sofia 2007 nei 74 kg)
  - 1 argento (Seinäjoki 2002 nei 66 kg)
  - 1 bronzo (Mosca 2006 nei 74 kg)